# Pterolophia tuberculicollis
Pterolophia tuberculicollis là một loài bọ cánh cứng trong họ Cerambycidae.